# Damasławek (gemeente)
De gemeente Damasławek is een landgemeente in het Poolse woiwodschap Groot-Polen, in powiat Wągrowiecki.
De zetel van de gemeente is in Damasławek.
Op 30 juni 2004 telde de gemeente 5547 inwoners.

## Oppervlakte gegevens
In 2002 bedroeg de totale oppervlakte van gemeente Damasławek 104,68 km², waarvan:
- agrarisch gebied: 89%
- bossen: 2%

De gemeente beslaat 10,06% van de totale oppervlakte van de powiat.

## Demografie
Stand op 30 juni 2004:
| Omschrijving                   | Totaal | Totaal | Vrouwen | Vrouwen | Mannen | Mannen |
| ------------------------------ | ------ | ------ | ------- | ------- | ------ | ------ |
| eenheid                        | aantal | %      | aantal  | %       | aantal | %      |
| inwoners                       | 5547   | 100    | 2834    | 51,1    | 2713   | 48,9   |
| bevolkingsdichtheid (inw./km²) | 53     | 53     | 27,1    | 27,1    | 25,9   | 25,9   |

In 2002 bedroeg het gemiddelde inkomen per inwoner 1627,12 zł.

## Administratieve plaatsen (sołectwo)
Damasławek, Dąbrowa, Gruntowice, Kołybki, Kopanina, Kozielsko, Miąża, Międzylesie, Mokronosy, Niemczyn, Piotrkowice, Rakowo, Smuszewo, Starężyn, Starężynek, Stępuchowo, Turza, Wiśniewko.
Zonder de status sołectwo : Modrzewie

## Aangrenzende gemeenten
Gołańcz, Janowiec Wielkopolski, Mieścisko, Wapno, Wągrowiec, Żnin